# Панамериканский Кубок по волейболу среди женщин 2011
10-й розыгрыш Панамериканского Кубка по волейболу среди женщин прошёл с 1 по 9 июля 2011 года в Сьюдад-Хуаресе (Мексика) с участием 12 национальных сборных команд стран-членов NORCECA и CSV. Победителем в 3-й раз в своей истории стала сборная Бразилии.

## Команды-участницы
- NORCECA: Доминиканская Республика, Канада, Коста-Рика, Куба, Мексика, Пуэрто-Рико, США, Тринидад и Тобаго.
- CSV: Аргентина, Бразилия, Перу, Чили.

## Система проведения турнира
12 команд-участниц на предварительном этапе разбиты на две группы. Победители групп напрямую выходят в полуфинал плей-офф. Команды, занявшие в группах 2-е и 3-и места, выходят в четвертьфинал и определяют ещё двух участников полуфинала. Полуфиналисты по системе с выбыванием определяют призёров первенства. Итоговые 5—8-е места также по системе с выбыванием разыгрывают проигравшие в 1/4-финала и победители матчей между командами, занявшими в группах предварительного этапа 4—5-е места.
За победы со счётом 3:0 и 3:1 команды получают по 3 очка, за победы 3:2 — по 2 очка, за поражения 2:3 — по 1 очку, за поражения 1:3 и 0:3 — 0.

## Предварительный этап
В колонках В (выигрыши) в скобках указано число побед со счётом 3:2, в колонках П (поражения) — поражений со счётом 2:3.

### Группа А
| М | Команда                  | 1   | 2   | 3   | 4   | 5   | 6   | И | В | П | С/П  | О  |
| - | ------------------------ | --- | --- | --- | --- | --- | --- | - | - | - | ---- | -- |
| 1 | Доминиканская Республика |     | 3:1 | 3:0 | 3:0 | 3:0 | 3:0 | 5 | 5 | 0 | 15:1 | 15 |
| 2 | Куба                     | 1:3 |     | 3:1 | 3:0 | 3:0 | 3:0 | 5 | 4 | 1 | 13:4 | 12 |
| 3 | Аргентина                | 0:3 | 1:3 |     | 3:1 | 3:0 | 3:0 | 5 | 3 | 2 | 10:7 | 9  |
| 4 | Канада                   | 0:3 | 0:3 | 1:3 |     | 3:0 | 3:0 | 5 | 2 | 3 | 7:9  | 6  |
| 5 | Мексика                  | 0:3 | 0:3 | 0:3 | 0:3 |     | 3:0 | 5 | 1 | 4 | 3:12 | 3  |
| 6 | Чили                     | 0:3 | 0:3 | 0:3 | 0:3 | 0:3 |     | 5 | 0 | 5 | 0:15 | 0  |

1 июля: Куба — Аргентина 3:1 (27:29, 25:18, 25:13, 25:20); Доминиканская Республика — Канада 3:0 (25:23, 25:15, 25:13); Мексика — Чили 3:0 (25:22, 25:19, 25:15).
2 июля: Доминиканская Республика — Чили 3:0 (25:13, 25:9, 25:20); Аргентина — Канада 3:1 (25:15, 25:23, 21:25, 26:24); Куба — Мексика 3:0 (25:20, 25:15, 25:19).
3 июля: Куба — Чили 3:0 (25:10, 25:10, 25:14); Доминиканская Республика — Аргентина 3:0 (25:23, 25:20, 25:19); Канада — Мексика 3:0 (25:18, 25:15, 25:18).
4 июля: Аргентина — Чили 3:0 (25:21, 25:15, 25:15); Куба — Канада 3:0 (25:13, 25:18, 25:22); Доминиканская Республика — Мексика 3:0 (25:20, 25:19, 25:15).
5 июля: Канада — Чили 3:0 (25:19, 25:12, 25:10); Доминиканская Республика — Куба 3:1 (18:25, 35:33, 25:20, 25:21); Аргентина — Мексика 3:0 (25:18, 25:23, 25:14).

### Группа В
| М | Команда           | 1   | 2   | 3   | 4   | 5   | 6   | И | В     | П     | С/П  | О  |
| - | ----------------- | --- | --- | --- | --- | --- | --- | - | ----- | ----- | ---- | -- |
| 1 | Бразилия          |     | 3:2 | 3:0 | 3:0 | 3:0 | 3:0 | 5 | 5 (1) | 0     | 15:2 | 14 |
| 2 | США               | 2:3 |     | 3:0 | 3:0 | 3:0 | 3:0 | 5 | 4     | 1 (1) | 14:3 | 13 |
| 3 | Пуэрто-Рико       | 0:3 | 0:3 |     | 3:1 | 3:0 | 3:0 | 5 | 3     | 2     | 9:7  | 9  |
| 4 | Перу              | 0:3 | 0:3 | 1:3 |     | 3:0 | 3:0 | 5 | 2     | 3     | 7:9  | 6  |
| 5 | Тринидад и Тобаго | 0:3 | 0:3 | 0:3 | 0:3 |     | 3:0 | 5 | 1     | 4     | 3:12 | 3  |
| 6 | Коста-Рика        | 0:3 | 0:3 | 0:3 | 0:3 | 0:3 |     | 5 | 0     | 5     | 0:15 | 0  |

1 июля: США — Перу 3:0 (25:20, 25:14, 25:14); Пуэрто-Рико — Коста-Рика 3:0 (25:10, 25:13, 25:21); Бразилия — Тринидад и Тобаго 3:0 (25:15, 25:12, 25:18).
2 июля: Перу — Тринидад и Тобаго 3:0 (25:14, 25:17, 29:27); Бразилия — Коста-Рика 3:0 (25:15, 25:12, 25:10); США — Пуэрто-Рико 3:0 (25:17, 25:17, 25:17).
3 июля: Перу — Коста-Рика 3:0 (25:19, 25:12, 26:24); США — Тринидад и Тобаго 3:0 (25:11, 25:17, 25:18); Бразилия — Пуэрто-Рико 3:0 (25:21, 25:21, 25:10).
4 июля: Пуэрто-Рико — Тринидад и Тобаго 3:0 (25:16, 25:20, 25:18); Бразилия — Перу 3:0 (25:11, 25:18, 25:23); США — Коста-Рика 3:0 (25:20, 25:10, 25:8).
5 июля: Тринидад и Тобаго — Коста-Рика 3:0 (25:21, 25:15, 25:22); Пуэрто-Рико — Перу 3:1 (25:15, 25:21, 31:33, 25:13); Бразилия — США 3:2 (28:30, 25:18, 25:19, 17:25, 15:11).

## Матч за 11-е место
7 июля
Коста-Рика — Чили 3:0 (25:16, 25:20, 25:17).

## Плей-офф

### Четвертьфинал
7 июля
Куба — Пуэрто-Рико 3:0 (26:24, 25:19, 25:14).
США — Аргентина 3:0 (25:13, 25:14, 25:19).

### Классификационные матчи
7 июля
Перу — Мексика 3:0 (25:23, 26:24, 25:22).
Канада — Тринидад и Тобаго 3:0 (25:15, 25:19, 25:17).

### Полуфинал за 1—4 места
8 июля
Победители групп предварительного этапа играют против победителей матчей 1/4-финала
Бразилия — Куба 3:1 (25:19, 25:14, 26:28, 25:15)
Доминиканская Республика — США 3:1 (21:25, 25:19, 25:21, 25:21).

### Полуфинал за 5—8 места
8 июля
Проигравшие в матчах 1/4-финала играют против победителей классификационных матчей
Пуэрто-Рико — Канада 3:1 (25:19, 25:14, 24:26, 25:16).
Аргентина — Перу 3:2 (25:19, 15:25, 26:24, 22:25, 15:12).

### Матч за 9-е место
8 июля
Играют проигравшие в классификационных матчах
Мексика — Тринидад и Тобаго 3:1 (25:18, 25:16, 14:25, 25:19).

### Матч за 7-е место
9 июля
Играют проигравшие в полуфиналах за 5-8 места
Канада — Перу 3:0 (25:21, 25:22, 25:19).

### Матч за 5-е место
9 июля
Играют победители полуфиналов за 5-8 места
Пуэрто-Рико — Аргентина 3:2 (23:25, 21:25, 25:23, 25:21, 15:13).

### Матч за 3-е место
25 июня
Играют проигравшие в полуфиналах за 1-4 места
США — Куба 3:0 (25:21, 25:16, 25:13).

### Финал
25 июня
Играют победители полуфиналов за 1-4 места
Бразилия — Доминиканская Республика 3:0 (25:20, 25:22, 25:19).

## Итоги

### Положение команд
| Бразилия                 |
| Доминиканская Республика |
| США                      |
| 4. Куба                  |
| 5. Пуэрто-Рико           |
| 6. Аргентина             |
| 7. Канада                |
| 8. Перу                  |
| 9. Мексика               |
| 10. Тринидад и Тобаго    |
| 11. Коста-Рика           |
| 12. Чили                 |

По итогам розыгрыша путёвки на Гран-при-2012 получили Доминиканская Республика, США, Куба, Пуэрто-Рико (четыре лучшие команды от NORCECA) и Бразилия, Аргентина (две лучшие команды от CSV).

### Призёры
Бразилия: Фабиана Марселино Клаудино, Жусели Кристина Силва Барето, Даниэль Родригис Линс (Дани Линс), Паула Маркис Пекено (Паула), Таиса Дахер ди Менезис, Суэль Оливейра, Жулиана ди Соуза Ногейра, Наталия Перейра, Шейла Таварес ди Кастро, Фабиана Алвин ди Оливейра (Фаби), Фернанда Гарай Родригис, Жозефа Фабиола Алмейда ди Соуза (Фабиола). Главный тренер — Жозе Роберто Гимарайнс (Зе Роберто).
  Доминиканская Республика: Аннерис Варгас Вальдес, Даяна Бургос Росси, Элиса Эва Мехия Лисвель, Бренда Кастильо, Ниверка Марте Фрика, Сидарка де лос Милагрос Нуньес, Карла Эченике, Синди Рондон, Присилья Ривера Бренс, Джина Альтаграсиа Мамбру, Бетания де ла Крус де Пенья. Главный тренер — Маркос Квик.
  США: Огонна Ннамани, Алиша Гласс, Анджела Форсетт, Николь Дэвис, Дженнифер Тамас, Кимберли Гласс, Джордан Ларсон, Нэнси Метколф, Криста Хармотто, Николь Фосетт, Фолуке Акинрадево, Марри Списер, Меган Ходж. Главный тренер — Хью Маккатчен.

### Индивидуальные призы
MVP:  Шейла Кастро
Лучшая нападающая:  Присилья Ривера Бренс
Лучшая блокирующая:  Таиса
Лучшая на подаче:  Элиса Эве Мехия Лисвель
Лучшая на приёме:  Фаби
Лучшая в защите:  Бренда Кастильо
Лучшая связующая:  Елена Кельдибекова
Лучшая либеро:  Бренда Кастильо
Самая результативная:  Сара Павэн